# Clytus marginicollis
Clytus marginicollis är en skalbaggsart som beskrevs av François Louis Nompar de Caumont de Laporte och Hippolyte Louis Gory 1841. Clytus marginicollis ingår i släktet Clytus och familjen långhorningar. Inga underarter finns listade i Catalogue of Life.